# Casablanca (film)
Vous lisez un « article de qualité » labellisé en 2010.
Pour les articles homonymes, voir Casablanca (homonymie).
Pour plus de détails, voir Fiche technique et Distribution.
Casablanca est un film américain réalisé par Michael Curtiz, sorti en 1942. Il se déroule pendant la Seconde Guerre mondiale dans la ville de Casablanca au Maroc, alors contrôlée par le gouvernement de Vichy.
Interprété principalement par Humphrey Bogart, Ingrid Bergman, Paul Henreid et Claude Rains. Le sujet majeur du film est le conflit de Rick Blaine entre l'amour et la vertu : il doit choisir entre ses sentiments pour Ilsa Lund et son besoin de faire ce qui est juste pour aider le mari de celle-ci, le héros de la Résistance, Victor Laszlo, qui doit fuir Casablanca pour continuer son combat contre les nazis.
Le film a connu un succès immédiat qui ne s'est pas démenti depuis. La plupart des critiques ont vanté les performances charismatiques de Bogart et Bergman, l'alchimie entre ces deux vedettes, la profondeur des personnages de fiction, ainsi que l'impact émotionnel du film dans sa globalité.
Lauréat de l'Oscar du meilleur film en 1943, Casablanca est considéré depuis 2007 comme le troisième plus grand film américain, derrière Citizen Kane et Le Parrain, par l'American Film Institute.

## Synopsis

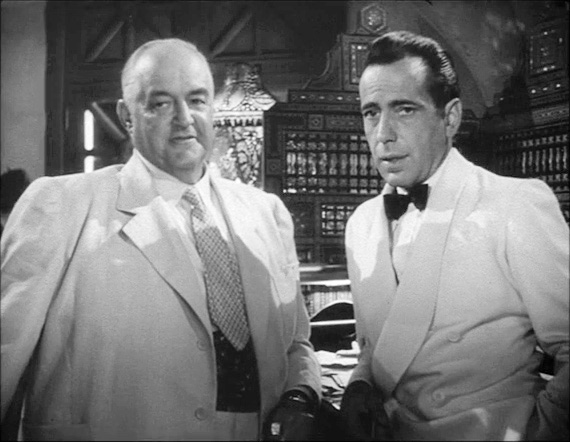
Rick Blaine (joué par Humphrey Bogart, à droite) avec le señor Ferrari, son rival des nuits de Casablanca.

Rick Blaine est un Américain amer et cynique, expatrié à Casablanca au Maroc où il est propriétaire du Rick's Café Américain. Ce night-club huppé attire une clientèle variée telle que des fonctionnaires français et nazis, des réfugiés ou même des voleurs.
Ugarte, un délinquant de petite envergure, arrive au club de Rick avec des « lettres de transit » qu'il a obtenues après l'assassinat de deux soldats allemands. Ces précieux documents permettent à la personne qui les possède de voyager librement vers le Portugal, où il est ensuite possible de partir vers l'Amérique et la liberté. Le but d'Ugarte est de vendre ces billets à très bon prix à des personnes à qui il a donné rendez-vous au club plus tard dans la soirée. Toutefois, avant que la transaction ne puisse avoir lieu, Ugarte est arrêté par la police locale qui est sous le commandement du capitaine Louis Renault. Avant son arrestation, à l'insu de Renault et des nazis, Ugarte réussit malgré tout à confier les lettres à Rick. Il trouve finalement la mort lors d'une prétendue tentative de fuite.
Au même moment, l'ancien amour de Rick (raison de son amertume permanente), Ilsa Lund, arrive avec son mari, Victor Laszlo, un chef de la résistance tchèque activement recherché par les nazis et leur chef, le major Strasser. Les époux se trouvent être les personnes qui devaient acheter les sauf-conduits à Ugarte pour ainsi pouvoir quitter Casablanca pour l'Amérique afin de continuer leur lutte.
Victor Laszlo fait la connaissance du señor Ferrari, une figure importante du milieu criminel à Casablanca et accessoirement propriétaire du night-club concurrent de celui de Rick. Ferrari fait part à Laszlo de ses soupçons envers Rick, qu'il pense être en possession des documents. Laszlo discute alors en privé avec Rick, mais celui-ci refuse de se séparer des documents. Laszlo, au courant de l'action militante de Rick dans le passé en faveur des opprimés, tel que l'envoi d'armes au négus lors de la Seconde guerre italo-éthiopienne ou sa participation à la Guerre d'Espagne du côté républicain, s'étonne de ce refus. Ils sont alors interrompus par un groupe d'officiers nazis qui se mettent à chanter Die Wacht am Rhein, un hymne patriotique allemand. Ne supportant pas cet affront, Victor Laszlo somme l'orchestre de jouer La Marseillaise avec la permission de Rick. Il se met à chanter, d'abord seul, puis rejoint par toute l'assemblée gagnée par sa ferveur patriotique, couvrant ainsi le chant des Allemands. Vexé, le major Strasser ordonne à Renault de fermer le club.

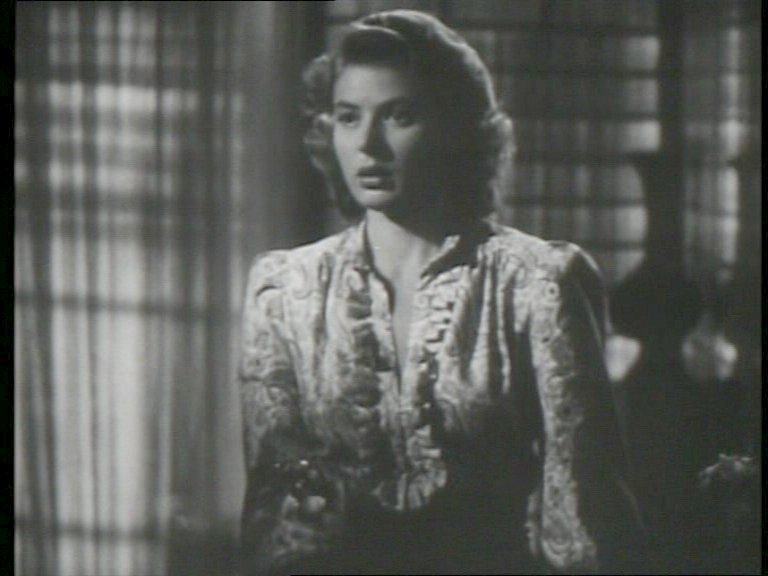
Ilsa menaçant Rick afin qu'il lui remette les « lettres de transit ».

Cette même nuit, Ilsa a une conversation avec Rick dans le café déserté. Quand il refuse de lui donner les lettres, elle le menace avec un revolver, mais incapable de tirer, elle finit par lui avouer qu'elle l'aime toujours. Ilsa explique à Rick que lorsqu'ils se sont rencontrés et aimés à Paris, elle croyait que son mari avait été tué en tentant de s'échapper d'un camp de concentration nazi. Elle n'a appris qu'il était toujours vivant que peu de temps après que la capitale française eut été déclarée ville ouverte face aux Allemands. C'est pourquoi, alors qu'elle devait fuir Paris avec Rick, elle avait alors choisi de rejoindre son mari sans le prévenir.
À la lumière de ces révélations, Rick devient plus conciliant et accepte d'apporter son aide à Victor Laszlo. Ilsa lui déclare qu'elle restera avec lui à Casablanca. Laszlo arrive au club après avoir échappé de justesse à une descente de police lors d'une réunion de résistants. Rick fait raccompagner secrètement Ilsa à son hôtel par un de ses hommes puis engage la conversation avec Laszlo. Ce dernier lui révèle qu'il est parfaitement conscient de l'amour de Rick pour Ilsa et tente de convaincre Rick d'utiliser les lettres pour la mettre en sécurité. La police fait irruption et arrête Laszlo sur de fausses accusations. Rick s'entretient alors avec le capitaine Renault afin d'obtenir la libération de Victor Lazslo. En échange, il lui propose de venir le lendemain soir chez lui alors que Laszlo viendra lui acheter les lettres de transit afin de l'arrêter. Pour dissiper les soupçons que Renault peut avoir sur lui, Rick explique qu'il va partir pour l'Amérique avec Ilsa. Et d'ailleurs, dans la journée, Rick vend son club à Ferrari.
Lorsque Renault tente d'arrêter Laszlo, Rick double le policier en l'obligeant, sous la menace d'une arme, à laisser partir le couple. Il convainc également Ilsa de prendre l'avion pour Lisbonne avec son mari, malgré sa promesse. À l'aéroport, le major Strasser tente d'intervenir en empêchant l'avion de décoller, mais Rick lui tire dessus. Lorsque les renforts arrivent, Renault couvre Rick en prétendant ignorer qui est le meurtrier et en leur demandant d' « arrêter les suspects habituels ». Renault propose à Rick de quitter, l'un et l'autre, Casablanca pour rejoindre les Forces françaises libres à Brazzaville. Il marque symboliquement son ralliement en jetant dans une corbeille une bouteille d'eau de Vichy.

## Fiche technique
Sauf indication contraire ou complémentaire, les informations mentionnées dans cette section proviennent du générique de fin de l'œuvre audiovisuelle présentée ici.
- Titre original : Casablanca
- Titre français : Casablanca
- Réalisation : Michael Curtiz
- Scénario : Julius J. Epstein, Philip G. Epstein, Howard Koch et Casey Robinson (non crédité)[3],[4], d'après la pièce Everybody Comes to Rick's de Murray Burnett et Joan Alison
- Photographie : Arthur Edeson
- Montage : Owen Marks
- Musique : Max Steiner
- Direction artistique : Carl Jules Weyl
- Costumes : Orry-Kelly
- Décors : George James Hopkins
- Producteurs : Hal B. Wallis ; Jack Warner (producteur délégué)
- Sociétés de production : Warner Bros. Pictures et First National Pictures
- Société de distribution : Warner Bros. Pictures
- Budget : 1 039 000 $[5]
- Pays d'origine :  États-Unis
- Tournage : du 25 mai 1942 au 3 août 1942
- Langue : Anglais, Français, Allemand, Italien
- Format[6] : Noir et blanc - 35 mm - 1,37:1 - Son monophonique (RCA Sound System)
- Genre : Film dramatique, Film de guerre, Film d'amour, mélodrame[7]
- Durée : 102 minutes (1 h 42)[8]
- Dates de sortie[9] :
  -  États-Unis : 26 novembre 1942 (première mondiale à New York), 23 janvier 1943 (sortie nationale)
  -  Belgique : 22 février 1946
  -  France : 23 mai 1947
- Affiches : Macario Gómez Quibus (Espagne), Bill Gold (États-Unis)

## Distribution
Légende : 1er doublage (1947) / 2e doublage (1980)
- Humphrey Bogart (VF : Claude Péran / Jacques Thébault) : Rick Blaine
- Ingrid Bergman (VF : Vivette Galy / Évelyne Séléna) : Ilsa Lund
- Paul Henreid (VF : Michel Gudin / Dominique Paturel) : Victor Laszlo
- Claude Rains (VF : Camille Guérini / Jean-Louis Maury) : Capitaine Louis Renault
- Conrad Veidt (VF : Raymond Loyer / Jean-François Laley) : Major Heinrich Strasser
- Sydney Greenstreet (VF : Antoine Balpêtré / Claude Bertrand) : Señor Ferrari
- Peter Lorre (VF : Francis Lax) : Ugarte
- S. Z. Sakall (VF : Jacques Dynam) : Carl
- Madeleine Lebeau : Yvonne
- Dooley Wilson (VF : Georges Atlas) : Sam, le pianiste
- Joy Page (VF : Monique Thierry) : Annina Brandel
- John Qualen (VF : Roger Crouzet) : Berger, le vendeur de bijoux et contact de Laszlo
- Leonid Kinskey (VF : Jacques Balutin) : Sascha
- Curt Bois (VF : Jacques Chevalier) : le pickpocket

Acteurs non crédités
- Leon Belasco : un trafiquant dans le café de Rick
- Trude Berliner : une joueuse de baccara dans le café de Rick
- Oliver Blake : un serveur du Perroquet Bleu
- Gino Corrado : un serveur dans le café de Rick
- Adrienne D'Ambricourt : la concierge
- Marcel Dalio (VF : Lui-même / Jacques Bernard) : Émile, le croupier
- Helmut Dantine : Jan Brandel
- Jean De Briac : une ordonnance
- George Dee : le lieutenant Casselle
- Jean Del Val : l'annonceur radio de la police
- William Edmunds : le deuxième intermédiaire dans le café de Rick
- Gregory Gaye (VF : Jean Berger) : le banquier refusé au casino
- Ilka Grüning : Mme Leuchtag
- Jamiel Hasson : Muezzini
- George Meeker : un ami de Rick
- Lal Chand Mehra : un policier
- Louis Mercier : un trafiquant marocain de bijoux
- Alberto Morin : l'officier français insultant Yvonne
- Leo Mostovoy : Fydor
- Corinna Mura : la chanteuse à la guitare chez Rick
- Barry Norton : un joueur chez Rick
- Paul Panzer : Paul, le serveur
- Paul Porcasi : le Marocain introduisant Ferrari
- Frank Puglia (VF : Roger Rudel) : le marchand de tapis marocain
- Georges Renavent : un conspirateur
- Richard Ryen (VF : Albert Augier) : le capitaine Heinz
- Dan Seymour : Abdul
- Ludwig Stossel : M. Leuchtag
- Norma Varden : la femme de l'Anglais racketté
- Leo White : Émile, le serveur
- Wolfgang Zilzer : le réfugié au passeport expiré tué par la police dans la rue

## Production
Sauf mention contraire ou complémentaire, cette section est issue du documentaire You Must Remember This : Hommage à Casablanca.

### Genèse
Dans les années 1940, Casablanca était une ville paisible sur l'Atlantique jusqu'au jour où Hal B. Wallis, producteur de la Warner Bros., tombe sur la pièce Everybody Comes to Rick's écrite en 1938 par Murray Burnett et Joan Alison. C'est Irene Lee Diamond, qui a pour mission de trouver de nouvelles idées de scénarios pour le studio, qui découvre la pièce lors d'un voyage à New York. Cette pièce, qui n'a pas été produite, est inspirée des voyages en Europe dans les années 1930 de Murray Burnett. Sa femme ayant de la famille un peu partout sur le Vieux Continent, il peut assister à Vienne à la vie des réfugiés face au nazisme. Lors de ce même voyage, en France, Burnett se rend avec des amis dans une boîte de nuit de Cap Ferrat où il découvre un pianiste noir. Il dit alors à sa femme : « Quel cadre idéal pour une pièce ! ».
Everybody Comes to Rick's, acheté 20 000 $ par la Warner, est la pièce inédite la plus chère que Jack Warner ait eu à acheter et, fidèle à la tradition hollywoodienne, il en change le titre. Casablanca est alors choisi selon la volonté de Hal B. Wallis et d'autres dirigeants qui pensent que le titre doit évoquer des lieux romantiques et exotiques, comme le titre d'un succès de 1938, Casbah (Algiers en version originale). Le titre Casablanca est d'autant mieux choisi que la ville est contrôlée par Vichy à cette période.

### Scénario

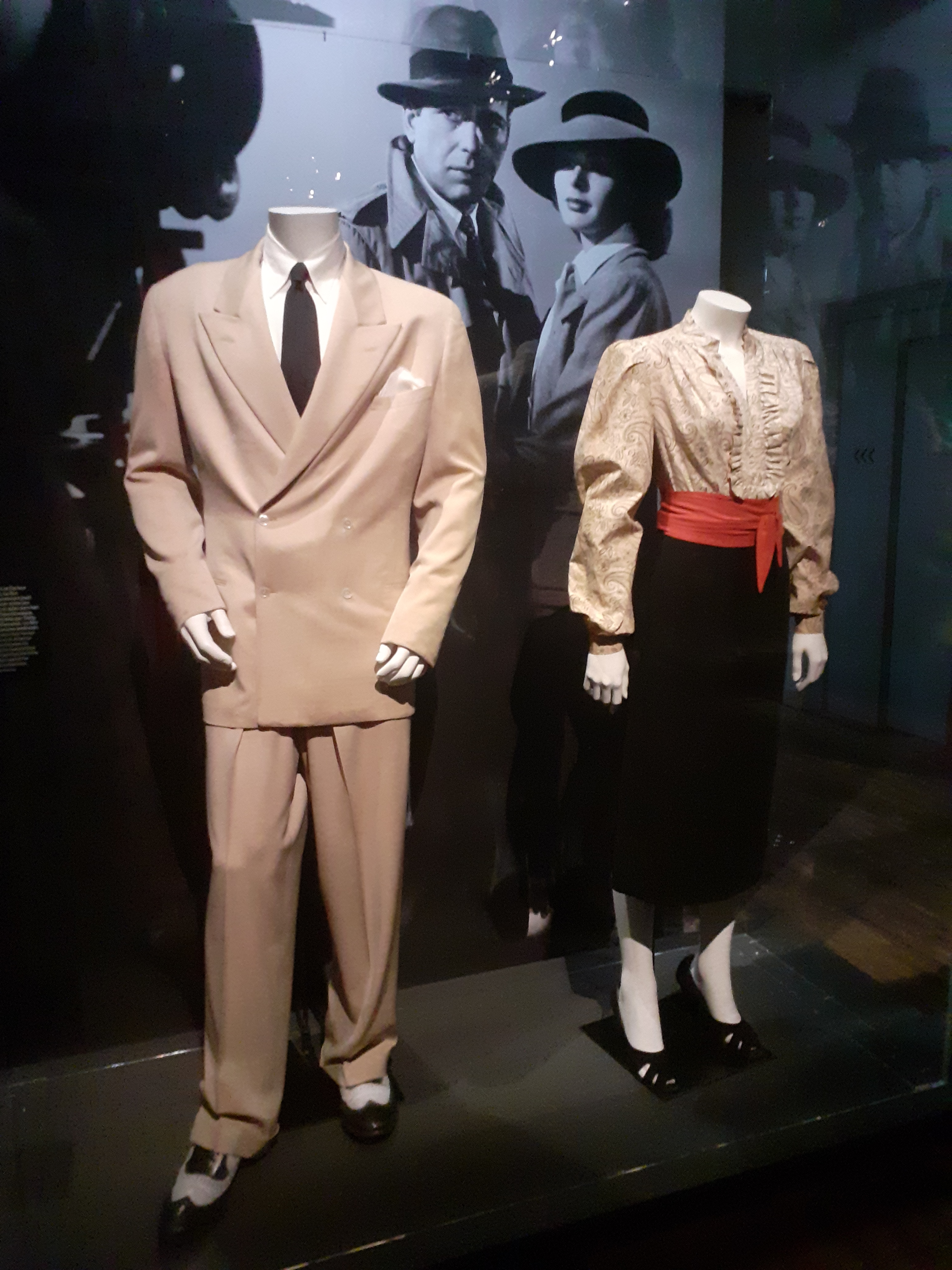
Costumes portés par Humphrey Bogart et Ingrid Bergman.

Ce sont Julius J. et Philip G. Epstein qui sont engagés par Wallis pour adapter la pièce au grand écran. Réputés pour leur esprit ironique, les deux frères introduisent plusieurs personnages secondaires hauts en couleur ainsi que des dialogues donnant un ton fascinant et à l'humour sobre aux conversations entre les protagonistes du film. Malgré leur empreinte sur le film, les Epstein quittent rapidement le projet pour se consacrer à la série de films de propagande commandés par le Gouvernement américain et réalisés pour la plupart par Frank Capra, Pourquoi nous combattons (Why We Fight). À ce moment de la production, le scénario en est arrêté au flashback, ce qui représente à peu près la moitié du film, et ne possède pas de fil narratif évident.
Pour reprendre la suite des frères Epstein, Hal B. Wallis engage alors Howard Koch, un scénariste du studio, qui développe la dimension politique et morale du film. Il met en place les valeurs qui justifient les sacrifices, notamment celui de la fin, lorsque Rick décide de ne pas partir avec Ilsa. Howard Koch fait du personnage de Humphrey Bogart un homme mystérieux et libéral mais qui est du « bon côté ». Le scénariste déclare après coup que c'est la confrontation de son approche face à celle de Michael Curtiz qui donne finalement cet équilibre au film. Une fois le travail de Koch terminé, le scénario est transmis à Casey Robinson, un autre scénariste sous contrat avec la Warner et qui a travaillé sur bon nombre des films de Bette Davis. Il ne trouve rien à redire à l'aspect comique et mélodramatique du film mais souligne que l'histoire d'amour est vraiment faible. Robinson est alors engagé pour réécrire des scènes de flashback mettant en scène Rick et Ilsa à Paris,. Pendant que le scénario passe de mains en mains, le tournage débute le 25 mai 1942. Mais, pour ne rien arranger, le scénario doit être modifié sur la demande du censeur Joseph I. Breen afin de faire disparaître les références sexuelles de la pièce, qui sont finalement remplacées par des sous-entendus,.

### Choix des interprètes

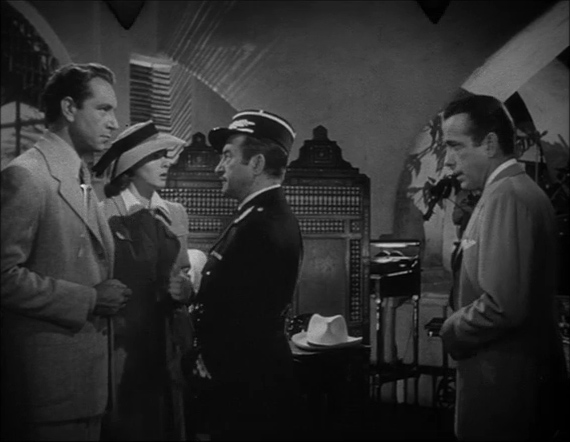
De gauche à droite : Paul Henreid, Ingrid Bergman, Claude Rains et Humphrey Bogart.

Alors que le scénario est en cours d'élaboration, la Warner annonce par le biais d'un communiqué de presse le nom des comédiens qui joueront dans le film : Dennis Morgan, Ann Sheridan et Ronald Reagan. Reagan, pressenti pour jouer Rick, doit renoncer car, en tant que réserviste, il doit rejoindre l'armée,. George Raft, très intéressé par le rôle, fait alors tout son possible pour convaincre le studio de le lui donner mais en vain. C'est finalement Humphrey Bogart, principalement connu pour ses rôles de détectives ou de gangsters dans des films comme Le Faucon maltais (The Maltese Falcon), qui obtient le rôle. Bogart devient ainsi l'archétype du héros à la fois dur et sensible.
Après avoir contacté Michèle Morgan pour jouer le rôle d'Ilsa, Hal B. Wallis se heurte au cachet demandé par l'actrice française. Il pense alors à Ingrid Bergman qui s'est déjà fait un nom à Hollywood depuis Intermezzo (Intermezzo: A Love Story) et Docteur Jekyll et mister Hyde (Dr. Jekyll and Mr. Hyde). Malheureusement pour lui, l'actrice est sous contrat avec David O. Selznick, ce qui compromet ses projets. Un marché est finalement conclu entre les deux producteurs : Selznick permet à Bergman de jouer dans Casablanca en échange de 125 000 dollars et du « prêt » par la Warner d'Olivia de Havilland,,. Wallis dit de Bergman : « C'est la seule actrice qui a la luminosité, la chaleur et la tendresse indispensables au rôle ». D'après Roger Ebert, Ingrid Bergman est « lumineuse » dans le rôle d'Ilsa et « elle peint le visage de Bogart avec ses propres yeux », résumant ainsi l'alchimie entre les deux acteurs.
C'est Paul Henreid qui est choisi afin de jouer le héros de la Résistance et mari d'Ilsa, Victor Laszlo. C'est en voyant les épreuves de tournage du film qu'il tourne à ce moment-là avec Bette Davis, Une femme cherche son destin (Now, Voyager), que la Warner jette son dévolu sur Henreid. Le comédien étant sous contrat avec la RKO Pictures, la Warner le convainc en faisant de lui la troisième vedette du film avec son nom aux côtés de ceux de Humphrey Bogart et d'Ingrid Bergman. Cependant, Henreid ne s'entend pas tellement avec les autres comédiens, considérant Bogart comme « un acteur médiocre ». De son côté, Bergman surnomme de façon moqueuse l'Autrichien « prima donna ».
Le reste de la distribution est constitué de seconds rôles hollywoodiens reconnus comme Sydney Greenstreet, Peter Lorre, S. Z. Sakall, Conrad Veidt ou encore Claude Rains. Le pianiste Sam est interprété par Dooley Wilson. Celui-ci étant batteur de formation et ne sachant pas jouer du piano, Hal B. Wallis envisage de le remplacer par un personnage féminin. Finalement, Wilson imite le mouvement des mains du pianiste Elliot Carpenter qui est caché derrière un rideau et qui interprète les vrais morceaux. Même après la fin du tournage, Wallis hésite à faire doubler la voix de Dooley Wilson sur les chansons mais il n'en est finalement rien,. Le film emploie également de nombreux figurants d'horizons différents dont des Américains mais aussi des Français, des Allemands ou encore des Autrichiens, la plupart étant des réfugiés ayant fui le régime nazi.

### Mise en scène

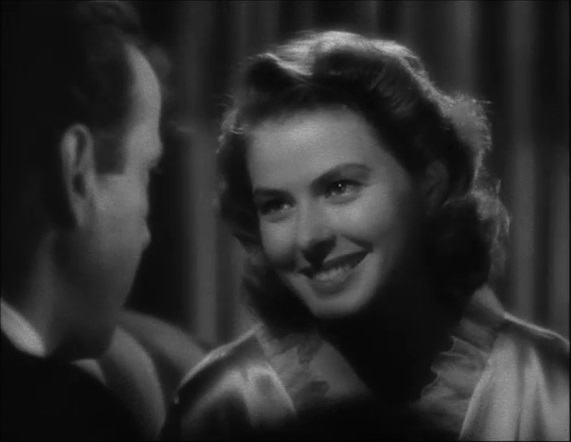
Ilsa face à Rick lors d'un flashback à Paris.

Le premier choix de Hal B. Wallis comme réalisateur de Casablanca est William Wyler mais celui-ci n'est pas disponible. C'est finalement Michael Curtiz, ami de Wallis et déjà aux manettes de nombreux succès de la Warner comme Capitaine Blood (Captain Blood) ou Les Aventures de Robin des Bois (The Adventures of Robin Hood), qui réalise le film, tourné intégralement en studio (excepté la scène de l'arrivée du major Strasser, tournée à l'aéroport de Van Nuys), certains décors ayant déjà servi pour d'autres films, comme celui de la rue initialement construit pour Le Chant du désert. Peu réputé pour sa direction d'acteurs, Curtiz excelle d'un point de vue technique. Sa façon de filmer les ombres ou encore ses mouvements de caméra et son sens du rythme donnent à Casablanca un aspect qui permet de l'identifier immédiatement. Pour arriver à ses fins malgré une restriction budgétaire, Curtiz use d'astuces comme pour la scène dans l'aérodrome où l'avion est en fait une maquette en carton plus petite que nature. Voulant des mécaniciens autour de l'appareil, il engage des nains et ajoute un peu de brouillard pour masquer la réalité. Le réalisateur doit également trouver une parade au fait qu'Ingrid Bergman soit plus grande que Humphrey Bogart. C'est ainsi que l'acteur doit se tenir debout sur un marchepied improvisé ou être assis sur des coussins pour paraître plus grand que sa partenaire lors de leurs scènes communes.
Michael Curtiz, qui est un réalisateur énergique et coléreux, filme ses scènes au jour le jour sans savoir ce que lui réserve le lendemain à cause du scénario non finalisé et révisé sans arrêt sur le plateau par les scénaristes, qui ne savent pas eux-mêmes ce qui arrivera aux protagonistes. Cette incertitude fait du tournage un moment difficile pour les acteurs mais aussi toute l'équipe du film. À défaut, Curtiz soigne la forme, grâce notamment à la photographie noir et blanc « clair-obscur » d'Arthur Edeson. L'expérimenté directeur de la photographie, qui a notamment travaillé sur Frankenstein et Le Faucon maltais (The Maltese Falcon), accorde en effet une attention particulière à Ingrid Bergman. Elle est souvent filmée sur son profil gauche (celui qu'elle préfère), avec un filtre à l'effet brumeux et un éclairage faisant briller ses yeux, l'effet recherché étant un air à la fois triste, tendre et nostalgique. Vers la fin du film, Edeson utilise également un éclairage sombre expressionniste digne des films noirs, caractérisant ainsi le style visuel de Michael Curtiz. Avec Casablanca, Curtiz réussit à mettre en lumière bien plus qu'une histoire : la confrontation des hommes face aux dilemmes moraux.

### Dénouement de l'histoire
Après leur séjour à Washington, les frères Epstein reviennent travailler sur le script et plus particulièrement sur le dénouement de l'histoire. Comme depuis le début du tournage, de nouvelles pages de scénario sont présentées chaque jour mais aucune fin à l'horizon. La production n'arrive pas à se décider sur le choix qu'Ilsa fera ; partira-t-elle avec Rick ou son époux. Cette situation irrite Bergman qui demande aux Epstein : « Avec qui je pars à la fin, Henreid ou Bogart ? ». Les scénaristes répondant : « On vous le dira quand on le saura ». Ne sachant pas quel personnage « aimer », Bergman se voit demander par Curtiz de louvoyer entre les deux. C'est finalement sur Sunset Boulevard, en allant au studio, que Julius et Philip Epstein ont l'inspiration et s'écrient : « Arrêtez les suspects habituels ! ». Cette phrase devient la réplique adressée par le capitaine Renault à ses hommes après que Rick a tué Strasser, le couvrant ainsi du meurtre. Il ne reste plus qu'à conclure l'intrigue amoureuse par le choix d'Ilsa ou plutôt celui de Rick. C'est certainement la fin la plus adéquate au film dont le romantisme est porté à son paroxysme avec le fameux « Nous aurons toujours Paris ».

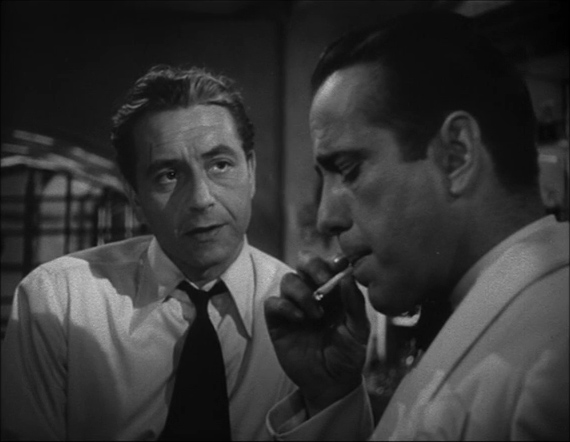
Victor et Rick. Avec lequel des deux partira Ilsa ?

Originellement, l'histoire de Everybody Comes to Rick's se déroule en intégralité dans le café de Rick. De ce fait, la pièce se conclut par le départ de Ilsa et Victor vers l'aéroport après y avoir été poussé par Rick. Pendant l'élaboration du scénario, l'hypothèse d'une mort de Victor Laszlo est évoquée afin de permettre le départ de Rick avec Ilsa. Cette fin n'est finalement pas retenue car, comme l'avait décrite Casey Robinson à Hal B. Wallis, la fin « doit mettre en place un retournement de situation lorsque Rick demande à [Ilsa] de prendre l'avion avec Victor. Pour autant, il ne résout pas le problème du triangle amoureux. Il oblige la jeune femme à aller à l'encontre de ses sentiments et la force à continuer sa mission qui est plus importante que leur amour ». Cependant, le studio n'a pas trop le choix car le Code Hays ne permet pas de voir une femme quitter son époux pour un autre homme. La question n'est donc pas de savoir si Ilsa quittera Victor mais comment élaborer la possibilité qu'elle puisse le faire.
Après le tournage, Hal B. Wallis n'est pas complètement satisfait du résultat final. Un mois après le tournage des dernières scènes, Bogart est rappelé pour postsynchroniser sa dernière réplique, sans doute écrite par Wallis en personne. Cette réplique, « Louis, je crois que ceci est le début d'une merveilleuse amitié », est l'une des plus célèbres du film. Wallis envisage également de rajouter une scène dans laquelle Rick et le capitaine Renault sont sur un bateau en compagnie des Forces françaises libres lors des prémices de l'opération Torch mais cette idée est abandonnée du fait de l'impossibilité pour Claude Rains de se libérer pour le tournage. David O. Selznick ajoute que « ce serait une terrible erreur de changer la fin ».

### Musique

#### Bande originale
Pour écrire la musique de Casablanca, Hal B. Wallis engage son compositeur préféré, Max Steiner, qui est l'auteur de celle de Sergent York (Sergeant York) ou encore Autant en emporte le vent (Gone with the Wind). La musique de Steiner est un élément important du film car c'est sur elle que repose le flashback montrant la romance entre Rick et Ilsa à Paris. Sa conception avant-gardiste de la musique de film permet à Steiner d'intégrer n'importe quelle mélodie à n'importe quel film. Ce qu'il fait dans Casablanca avec As Time Goes By mais aussi La Marseillaise, citées tout au long du film dans différents tons en fonction des scènes. En ces temps troubles, la Warner contribue grandement à « l'effort de guerre » et Casablanca en est une illustration. L'un des moments forts du film est d'ailleurs la « confrontation » entre Die Wacht am Rhein (un hymne non officiel de l'Allemagne nazie) et La Marseillaise, qui causa à Murray Burnett beaucoup d'émotion lors de son écriture. La scène devait originellement utiliser le Horst-Wessel-Lied, ce qui fut impossible à cause des droits d'auteurs.
À noter que Madeleine Lebeau (Yvonne) n'a pas dû avoir à forcer son émotion dans la séquence de la Marseillaise. Au moment de ce tournage, la France était toujours occupée, et elle était une véritable exilée politique, étant venue aux États-Unis avec son compagnon, Dalio, menacé par les lois antijuives.

#### As Time Goes By
La chanson As Time Goes By n'a pas été écrite pour le film. Elle est l'œuvre de Herman Hupfeld qui l'a composée en 1931 pour une revue musicale de Broadway, Everybody's Welcome. À sa sortie, la chanson marche bien sans être un véritable succès. Malgré plusieurs reprises, dont une de Rudy Vallee, ce n'est qu'avec Casablanca qu'elle entre dans la mémoire collective. Interprétée dans le film par Dooley Wilson, As Time Goes By possède le ton nostalgique recherché par la production. Une fois la partition musicale du film achevée, Max Steiner envisage de remplacer la chanson par l'une de ses propres compositions mais la décision de retourner les scènes avec une nouvelle chanson est abandonnée, Ingrid Bergman s'étant entre-temps coupé les cheveux pour jouer dans Pour qui sonne le glas (For Whom the Bell Tolls). As Time Goes By et le reste de la bande originale contribuent encore au succès universel du film à travers les décennies.

## Accueil

### Sortie
Après un tournage qui aura duré du 25 mai au 3 août 1942, le film atteint finalement un budget d'un peu plus d'un million de dollars, soit 75 000 $ de plus qu'initialement prévu, ce qui est une somme modeste pour un studio comme la Warner Bros., quoique supérieure à la moyenne des autres productions.
La commercialisation du film tombe à la même période que la conférence de Casablanca, en 1943. Ce sommet, permettant de préparer la stratégie des alliés pour la suite de la guerre, permet au film de bénéficier d'une publicité gratuite. Mais afin d'éviter le moindre débordement, et pour ne pas provoquer les partisans du régime de Vichy établis dans la région, le film n'est pas projeté en Afrique du Nord.
Les trois Oscars remportés par le film en 1944 (voir ci-dessous) l'aident également à remplir les salles de cinéma et ainsi devenir l'un des plus grands succès cinématographiques de l'année, en rapportant 3,7 millions de dollars à travers le pays. Considéré comme une œuvre de propagande antinazie par les autorités du Troisième Reich, le film sort en Europe après la guerre. Cependant, c'est une version raccourcie qui est projetée en Allemagne, les scènes faisant référence au nazisme et le personnage du major Strasser étant supprimés. En 1955, Casablanca a rapporté près de 6,8 millions de dollars, faisant de lui le troisième plus grand succès de la Warner en ne prenant en compte que les films réalisés pendant la guerre (derrière L'amour est une mélodie (Shine On, Harvest Moon) et This Is the Army).
Si la notoriété de Bergman et Bogart garantit par avance l'afflux du public, le succès du film va au-delà, faisant des deux acteurs de véritables icônes de la culture contemporaine et des symboles du romantisme moderne. Malgré les années, le film demeure l'une des plus grandes réussites des années 1940 et un monument du cinéma. Tandis que les autres succès de la même période ont été oubliés, Casablanca s'est ancré dans la culture, devenant en 1977 le film le plus diffusé à la télévision.
Burnett définit ce classique en ces termes : « Vrai hier, vrai aujourd'hui, vrai demain ». Lauren Bacall, la dernière épouse de Humphrey Bogart, ajoute : « On a dit de Casablanca que c'était un film parfait évoquant l'amour, le patriotisme, le mystère et l'idéalisme avec une intégrité et une honnêteté que l'on trouve rarement au cinéma. Je suis d'accord. Des générations se plongeront dans le drame du Rick's Café Américain. Et au fil du temps, le charme de Casablanca, de Bogey et de Bergman continuera à nous ensorceler. C'est ça, la vraie magie du cinéma ».

### Distinctions

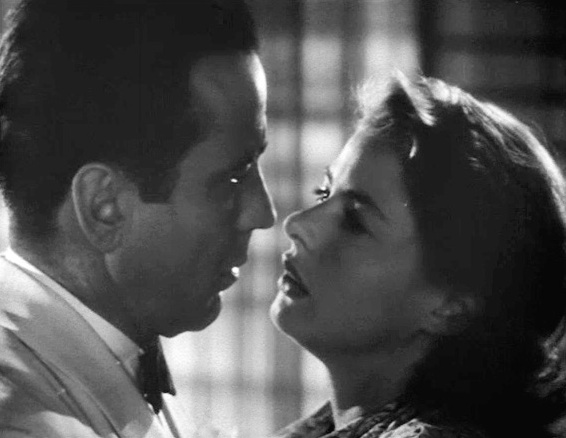
Bogart et Bergman, nouveaux symboles du romantisme au cinéma.

Casablanca s'est distingué lors de la 16e cérémonie des Oscars, qui s'est déroulée le 2 mars 1944, en remportant trois récompenses : l'Oscar du meilleur réalisateur pour Michael Curtiz, celui du meilleur scénario adapté pour les frères Epstein et Howard Koch et enfin l'Oscar du meilleur film décerné à Jack Warner en lieu et place de Hal B. Wallis, ce qui marque le début du divorce entre Wallis et la Warner,. S'ajoutent également les nominations de Humphrey Bogart pour l'Oscar du meilleur acteur, de Claude Rains pour celui du meilleur acteur dans un second rôle, d'Arthur Edeson pour la meilleure photographie, d'Owen Marks pour le meilleur montage et de Max Steiner pour la meilleure musique pour un film dramatique ou une comédie.
En 1989, Casablanca a été désigné « culturellement signifiant » par la Bibliothèque du Congrès et sélectionné pour préservation au National Film Registry.
En 1998, l'American Film Institute établit le classement des cent meilleurs films américains de l'histoire et Casablanca y figure en deuxième position derrière Citizen Kane. Mais lors de la révision de ce classement, en 2007, il devient troisième, cédant sa place de dauphin au Parrain (The Godfather). Casablanca est classé à la 37e place du classement des films donnant le plus de « sueurs froides » en 2001, à la première place du classement des films dégageant le plus de passion amoureuse en 2002 et à la 32e place du classement des films les plus enthousiasmants en 2006. En 2003, Rick Blaine est classé à la quatrième place du « top 50 » des plus grands héros du cinéma, tandis qu'en 2004, la chanson As Time Goes By est élevée à la deuxième place du classement des plus grandes chansons du cinéma américain derrière Over the Rainbow du film Le Magicien d'Oz. En 2005, six répliques du film apparaissent dans le classement des plus grandes répliques du cinéma américain :

« Here's looking at you, kid. »

— Rick Blaine, réplique classée cinquième.

« Louis, I think this is the beginning of a beautiful friendship. »

— Rick Blaine, réplique classée vingtième.

« Play it, Sam. Play As Time Goes By. »

— Ilsa Lund, réplique classée 28e.

« Round up the usual suspects. »

— Capitaine Renault, réplique classée 32e.

« We'll always have Paris. »

— Rick Blaine, réplique classée 43e.

« Of all the gin joints in all the towns in all the world, she walks into mine. »

— Rick Blaine, réplique classée 67e.

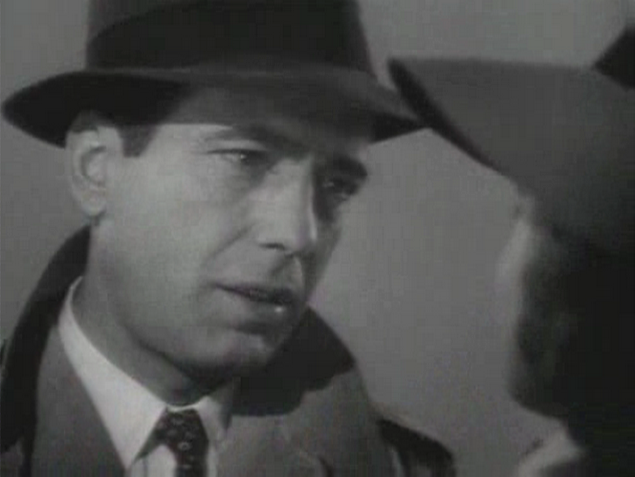
Rick à Ilsa : « Nous aurons toujours Paris » (en référence à leur histoire d'amour passée).

En 2006, la Writers Guild of America a désigné le scénario de Casablanca comme le meilleur de tous les temps.

## Analyse

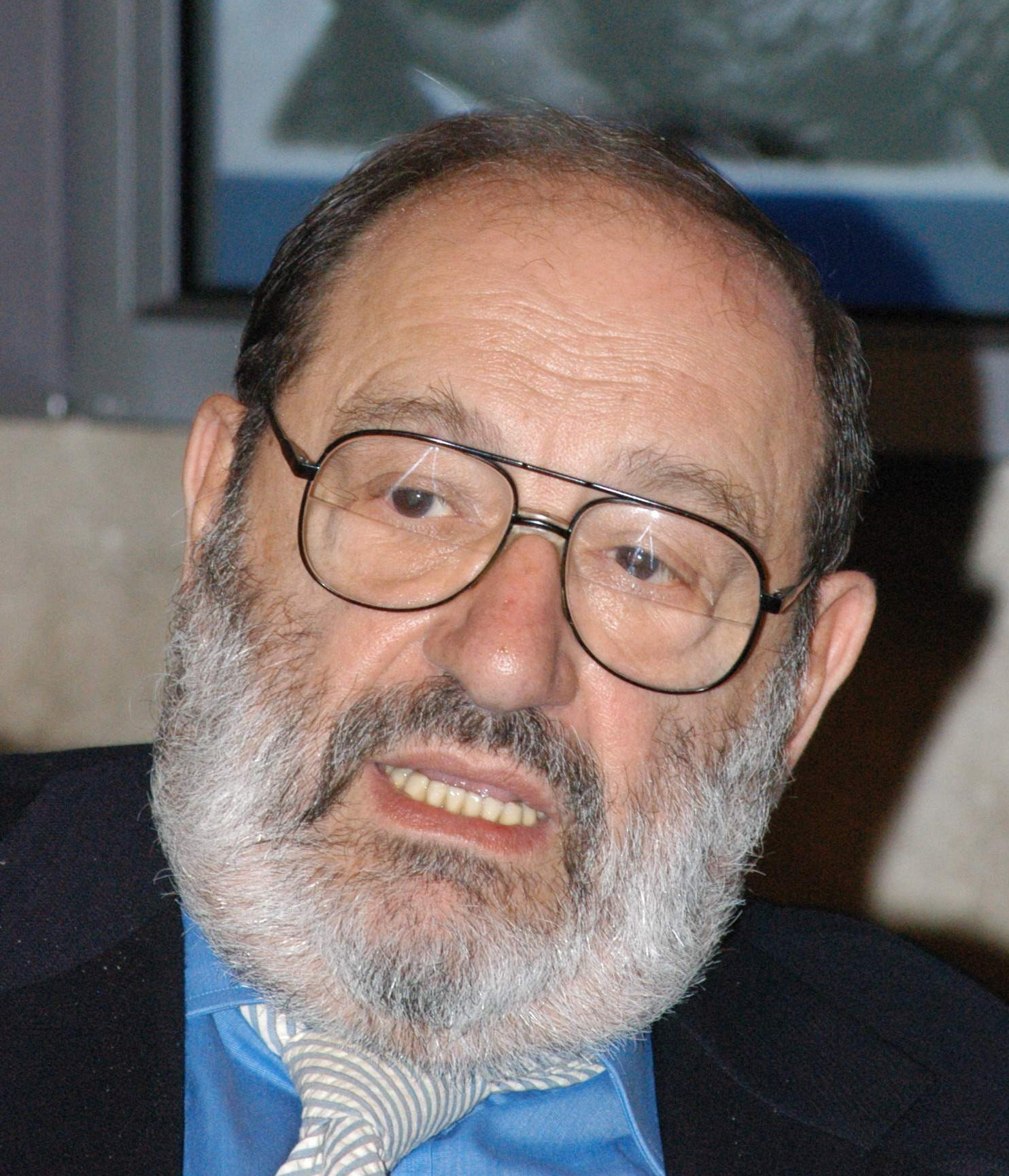
Umberto Eco explique que Casablanca « fonctionne en dépit des théories esthétiques et des théories cinématographiques parce qu'en lui se déploient par force presque tellurique les Puissances de la Narrativité sans que l'art n'intervienne pour les discipliner. Mais dans ces conditions nous pouvons accepter que les personnages changent d'humeur, de moralité, de psychologie d'un moment à l'autre, que les conspirateurs toussent pour interrompre le discours quand un espion s'approche, que les joyeuses entraîneuses pleurent en écoutant La Marseillaise. Quand tous les archétypes déferlent sans aucune décence, on atteint des profondeurs homériques. Deux clichés font rire. Cent clichés émeuvent ».

Lors de sa sortie en 1942, Casablanca n'est pas dans les sommets du box-office mais obtient systématiquement de bonnes critiques. The New York Times, qui a classé le film dans sa liste des dix meilleurs films sortis en 1942, écrit que « la Warner a un film qui fait frémir la colonne vertébrale et palpiter le cœur ». Le journal souligne la combinaison « des sentiments, de l'humour et du pathétique avec une histoire mélodramatique hérissé d'intrigues », louant ainsi la qualité du scénario et de l'interprétation des acteurs qui est jugée de « tout premier ordre ». Le magazine Variety se réjouit également de la combinaison qui mêle « une belle performance d'acteur, une histoire captivante et une réalisation élégante » avec « une grande variété d'ambiance : action, suspense, humour et drame ». Le jeu de Bergman et Henreid est « applaudi », tandis que celui de Bogart est analysé en ces mots : « Bogart est, comme on pouvait s'y attendre, plus à l'aise en personnage amer et cynique que dans un rôle d'amoureux mais il gère les deux extrémités de son personnage avec finesse ». Variety fait un rapprochement du film avec le monde réel en le qualifiant de « magnifique film d'anti-propagande de l'Axe, une propagande qui contribue parfaitement à l'histoire du film sans lui faire d'ombre ». Lors du cinquantième anniversaire du film, le Los Angeles Times dit que la grande force de Casablanca est « la pureté issue de la quintessence de l'âge d'or hollywoodien [et] la longévité de ses dialogues quelque peu "gnangnan" ». Le LA Times estime que le film est « un équilibre presque parfait » entre la comédie, la romance et le suspense.
Selon Roger Ebert, Casablanca est probablement, grâce à son attrait général, le film qui apparaît le plus souvent sur les listes déterminant les meilleurs films de tous les temps, y compris devant Citizen Kane. Pour lui, Citizen Kane est un film « supérieur », mais Casablanca est plus aimé. Ebert souligne également qu'il n'a jamais entendu d'avis négatif vis-à-vis du film malgré quelques éléments qui pourraient très bien être critiqués, comme les effets spéciaux peu réalistes ou la personnalité plutôt rigide de Victor Laszlo. Le critique continue en disant que le film est populaire car les acteurs qui y jouent sont bien, que c'est « un merveilleux joyau ». Il n'y a guère que Laszlo qui est difficile à aimer à cause de sa personnalité, mais ce personnage reste néanmoins le plus noble de tous. Les autres personnages, quant à eux, deviennent bons au fur et à mesure que le film se déroule. Le capitaine Renault commence en étant un « collabo » extorquant de l'argent et tuant Ugarte ; Rick n'est pas plus un héros qu'un mauvais garçon. Il s'arrange pour ne pas avoir d'histoires avec les autorités ; Ilsa, qui est la protagoniste la moins en vue, est prise dans une lutte émotionnelle lui imposant de faire un choix par rapport à l'homme qu'elle aime. À la fin du film, tous les personnages se sacrifient pour d'autres.
Il y a peu de commentaires dissidents sur le film. Pour Pauline Kael, « c'est loin d'être un grand film mais son petit quelque chose de romantisme le rend particulièrement attractif ». Le critique Jonathan Rosenbaum considère Casablanca comme un film fait à la hâte et qui est qualitativement inférieur au Port de l'angoisse (que Rosenbaum considère comme un spin-off de Casablanca).
Le sémiologue Umberto Eco essaie d'expliquer « d'où vient le charme de Casablanca » qui est selon lui, « esthétiquement parlant, (c'est-à-dire d'un point de vue critique), un film très modeste. Roman-photo, mélo où la vraisemblance psychologique est très faible, où les coups de théâtre s'enchaînent sans raisons plausibles ». Ces défauts sont dus à la façon dont le scénario a été écrit au fur et à mesure du tournage, ce qui a conduit les scénaristes à accumuler de façon « vertigineuse » tous les clichés et stéréotypes du cinéma,. Parmi les innombrables archétypes utilisés dans le film, Eco note que « le mythe du sacrifice traverse tout le film ». Ce thème faisait alors écho à la période de guerre dans laquelle les gens vivaient alors, et pour qui cette notion de sacrifice et de départ à la guerre représentait un romantisme qui leur faisait le plus grand bien.
Serge Chauvin, du magazine Les Inrockuptibles, abonde dans le sens d'Eco. Pour le journaliste, le film est plein de défauts (dialogues ampoulés, ridicule de certaines situations) mais le résultat demeure pourtant « bouleversant, sans qu'on sache trop à qui en rendre grâce ». Casablanca démontrerait à sa manière le miracle de la méthode hollywoodienne : « Si cet objet impossible s'attire la passion des cinéphiles comme du grand public, c'est peut-être parce qu'il représente Hollywood à l'état pur, le triomphe anonyme d'une machine à fictions avec d'autant plus d'éclat paradoxal que l'usine à rêves se nourrit ici du réel brûlant d'une guerre en cours, à l'issue incertaine ».
Casablanca a fait l'objet de différentes interprétations. William Donelley, dans son article Love and Death in Casablanca, estime que la relation de Rick avec Sam, puis avec le capitaine Renault, est « un cas standard d'homosexualité refoulée sous-entendue dans la plupart des récits d'aventures américains »,,. Harvey Greenberg, quant à lui, présente une lecture freudienne dans laquelle les transgressions qui empêchent Rick de rentrer aux États-Unis constituent un complexe d'Œdipe, qui se résout quand Rick commence à s'identifier à Laszlo et à la cause qu'il défend,,. Sidney Rosenzweig juge ces interprétations comme réductrices, et considère que l'aspect le plus important du film est son ambiguïté, surtout celle du personnage de Rick qui est nommé de différentes manières tout au long du film (Richard, Ricky, M. Rick, Herr Blaine, etc.), preuve des différentes significations qu'il représente pour chaque personne.
Humphrey Bogart considérait ce film comme le meilleur de sa carrière. Ce fut en effet un tournant important dans sa filmographie et ses rôles, devenant ainsi l'archétype du héros cynique mais noble.

## Adaptations et suites
Le succès de Casablanca acquis, une suite est aussitôt évoquée. Intitulée Brazzaville (en référence à la dernière scène de Casablanca où le capitaine Renault propose à Rick de rejoindre les Forces françaises libres à Brazzaville), le film ne sera jamais produit. En 1946, les Marx Brothers tournent Une nuit à Casablanca (A Night in Casablanca). En 1974, François Truffaut se voit proposer la réalisation d'un remake du film mais il refuse sous prétexte que Casablanca dispose du statut de film culte pour les Américains. Toutefois, en 2007, une version « Bollywood » est envisagée par le réalisateur Rajeev Nath afin de « rendre hommage à l'original ».
À la suite du succès du film, plusieurs adaptations radiophoniques sont réalisées. Les deux plus connues sont celles de la Screen Guild Theater (en) et de la Lux Radio Theatre (en). La première, d'une trentaine de minutes, est diffusée le 26 avril 1943 avec Humphrey Bogart, Ingrid Bergman et Paul Henreid reprenant leur rôle, alors que la seconde, qui dure près d'une heure, date du 24 janvier 1944 avec Alan Ladd interprétant Rick, Hedy Lamarr reprenant le rôle d'Ilsa et John Loder celui de Victor Laszlo.
Julius J. Epstein tente, en 1951 puis en 1967, d'adapter Casablanca en comédie musicale afin de le présenter à Broadway mais n'y parvient pas. La pièce originale, Everybody Comes to Rick's, est quant à elle produite en août 1946 à Newport dans le Rhode Island, puis à Londres en avril 1991 sans pour autant rencontrer le succès désiré.
Deux séries, basées sur le film de Michael Curtiz et considérées comme ses préquelles, ont été diffusées à la télévision. La première, diffusée de 1955 à 1956 sur ABC dans le cadre de l'émission Warner Bros. Presents, a pour vedette Charles McGraw dans le rôle de Rick et Marcel Dalio (qui jouait le croupier Émile dans le film) dans celui du capitaine Renault et compte dix épisodes de soixante minutes. En 1983, NBC diffuse une nouvelle série avec David Soul dans le rôle de Rick et Ray Liotta dans celui de Sacha, tandis que Scatman Crothers reprend celui de Sam. La série s'arrête finalement au bout de cinq épisodes.
Dans les années 1980, une version colorisée du film est diffusée à la télévision et alimente une controverse vis-à-vis de cette méthode de rénovation des films en noir et blanc. Le fils de Humphrey Bogart, Stephen, déclare sur le ton de l'humour : « Si vous colorisez Casablanca, pourquoi ne pas mettre de bras à la Vénus de Milo ? »

## Postérité deCasablanca
Outre ces adaptations, Casablanca, film culte, considéré par beaucoup comme un des plus grands films de l'histoire du cinéma, a suscité citations (« Play it Sam » est passé dans le langage courant, la dernière réplique est abondamment resservie...) ou parodies diverses.
En 1988, la série Clair de lune parodie (en noir et blanc aussi) ouvertement le film dans un épisode de la quatrième saison : L'inaccessible amour. Herbert (Curtis Armstrong) reprend le rôle de Rick, Agnès (Allyce Beasley) celui d'Ilsa, et MacGillicudy (Jack Blessing) celui de Laszlo. Dans cette parodie, Herbert tente de reconquérir Agnès, mais n'ayant pas la séduction d'Humphrey Bogart, Agnès n'hésite pas longtemps entre lui et Victor.
En 1998 sort As Time Goes By, un roman écrit par Michael Walsh et autorisé par la Warner Bros.. Le livre, qui commence là où le film s'arrête et raconte également le passé mystérieux de Rick en Amérique, ne rencontre que peu de succès.
Dans le film Chat noir, chat blanc (1998) d'Emir Kusturica, le parrain Grga est un grand fan du film et on le voit régulièrement en train d'en regarder des extraits. Le film se termine par Grga prononçant la fameuse réplique : « Louis, I think this is the beginning of a beautiful friendship » à Zarije, le grand-père.
Dans l'épisode Chéri, fais-moi peur de la saison 9 des Simpson, Bart découvre, en creusant pour trouver un trésor, une vieille bande contenant une fin alternative de Casablanca. Cette fin révèle la suite de la discussion entre Rick et le capitaine Renault. Celui-ci s'arrête soudainement, sort son arme et la pointe en direction de Rick. Le pianiste Sam apparaît derrière avec son piano, alerte Rick et propulse son piano en direction du capitaine français pour le neutraliser. Rick remercie Sam de lui avoir sauvé la vie. Soudain Adolf Hitler sort du piano puis est à son tour maîtrisé par Ilsa qui a sauté de l'avion en parachute. Par la suite, elle se jette dans les bras de Rick. Un peu plus tard, les deux tourtereaux se marient à l'église.
Le film de Tamás Yvan Topolánszky, Curtiz (2018 sur Netflix), est un biopic mettant en scène le réalisateur durant la préparation et le tournage de Casablanca, en 1941 et 1942. Les premiers rôles de Casablanca n'y apparaissent que de dos ou floutés. Le film dresse un portrait assez dur du réalisateur, arrogant et tyrannique, mais finalement sensible et tourmenté. Il doit composer avec Jack Warner et des producteurs tatillons, avec un Comité fédéral auprès de l’industrie cinématographique défendant le monde libre avec des méthodes totalitaires, avec l’arrivée de sa fille de Hongrie et leur rupture, avec la déportation de sa sœur en Hongrie et de toute sa famille (seule sa sœur en reviendra) ou les « caprices » d'Ingrid Bergman (elle a faim…). Sans connaissance des sources utilisées et sans accès au dossier de production, il est toutefois difficile de faire la part de la réalité et de la dramatisation dans le film.
Dans le film d'Herbert Ross Tombe les filles et tais-toi, en 1972, le personnage interprété par Woody Allen est fasciné par Humpfrey Bogart en général et par Casablanca en particulier. Le film fait sans arrêt référence au premier film et reprend la scène finale, Allen dans le rôle de Bogart, Diane Keaton dans celui de Bergman et Tony Roberts dans celui de Paul Henreid

#### Ouvrages
- (en) Joseph McBride, Persistence of Vision: A Collection of Film Criticisms, Wisconsin Film Society Press, 1968, 222 p.
- (en) Harvey R. Greenberg, The Movies on Your Mind, Saturday Review Press, 1975, 273 p. (ISBN 0841503958)
- (en) Sidney Rosenzweig, Casablanca and Other Major Films of Michael Curtiz, UMI Research Press, 1982, 217 p. (ISBN 0835713040)
- Clive Hirschhorn, La Fabuleuse Histoire de la Warner Bros., Celiv, 1984, 480 p. (ISBN 2-86535-050-9)
- (en) Rudy Behlmer, Inside Warner Bros. (1935–1951), Weidenfeld and Nicolson, 1985, 358 p. (ISBN 0297792423)
- (en) Marshall Blonsky, On Signs, JHU Press, 1985, 536 p. (ISBN 0801830079)
- (en) Jay Clayton et Eric Rothstein, Influence and Intertextuality in Literary History, University of Wisconsin Press, 1991, 349 p. (ISBN 0299130347)
- Jacques Legrand, Pierre Lherminier et Laurent Mannoni, Chronique du cinéma, Éditions Chronique, 1992 (ISBN 978-2-905969-55-2)
- (en) Aljean Harmetz, Round Up the Usual Suspects: The Making of Casablanca, Warner Books, 1993, 402 p. (ISBN 1562827618)
- René Noizet, Tous les chemins mènent à Hollywood : Michael Curtiz, Paris, L'Harmattan, 1997, 383 p. (ISBN 2-7384-5667-7 et 978-2738-45667-0), p. 235-238.
- (en) James C. Robertson, The Casablanca Man: The Cinema of Michael Curtiz, Routledge, 1993, 202 p. (ISBN 0415068045)
- (en) Krin et Glen Gabbard, Psychiatry and the Cinema, American Psychiatric Pub, 1999, 408 p. (ISBN 0880489642)
- (en) James F. Pontuso, Political Philosophy Comes to Rick's: Casablanca and American Civic Culture, Lexington Books, 2005, 200 p. (ISBN 0739111132)
- (en) Noah Isenberg, We’ll Always Have Casablanca. The Life, Legend, and Afterlife of Hollywood’s Most Beloved Movie, New York et Londres, W.W. Norton & Company, 2017, xvi/334 p. Ill. (978-0-393-24312-3)

#### Articles
- (en) Bosley Crowther, « Casablanca, with Humphrey Bogart and Ingrid Bergman, at Hollywood », The New York Times,‎ 27 novembre 1942
- (en) John Stanley, « Casablanca Celebrates Its 50th », San Francisco Chronicle,‎ 5 avril 1992
- (en) Bob Strauss, « Still the Best: Casablanca Loses No Luster Over Time », Los Angeles Times,‎ 10 avril 1992

### Filmographie
- En 1972, le réalisateur Herbert Ross signe une adaptation cinématographique de la pièce éponyme de Woody Allen Play It Again, Sam(Notice sur le site d'Allociné.). Woody Allen y incarne un intellectuel juif new-yorkais dépressif mais passionné de cinéma. Le début du film s'ouvre sur Woody Allen en extase après la vision de Casablanca. Il reçoit des conseils de séduction d'Humphrey Bogart qui lui apparaît sous forme d'hallucinations. Les références à Casablanca sont très présentes, y compris dans la scène finale.

L’hommage au film « Casablanca » culmine avec la reproduction de la scène finale à l’aéroport entre Allan (Woody Allen) et Linda (Diane Keaton). Cette scène donne l’occasion à Allan d’enfin pouvoir reprendre à son compte la réplique «If that plane leaves the ground and you’re not with him, you’ll regret it maybe not today, maybe not tomorrow but soon and for the rest of your life » (Si cet avion quitte le sol et que tu n’es pas avec lui, tu le regretteras peut-être pas aujourd’hui, peut-être pas demain mais bientôt et pour le reste de ta vie.).
- En 1987, le festival de film de Rio présente une copie au montage modifié par un fan brésilien, Joao Luiz Albuquerque : à la fin du film, Ilsa reste avec Rick ((en) « 'Casablanca': Secret and Lies, in Empire, August 1992 », sur reelclassics.com (consulté le 5 septembre 2015)).
- Les Ombres de Casablanca, documentaire de Malgosha Gago et Boleslaw Sulik, France, Pologne, 2009, 85 min.